# 中華人民共和國香港特別行政區第十一屆全國人民代表大會代表選舉
2008年香港特別行政區全國人民代表大會代表選舉於2008年1月25日舉行，選出11屆港區全國人大代表。

## 提名權和投票權
2017年香港人口6,960,000，其中1,234人（0.02%）是有提名權和投票權的「選舉會議成員」。提名期獲10票提名者即可交予「主席團」審查資格。

「選舉會議成員」資格為：
- 2002年港區人大代表選舉的選舉會議成員
- 第十屆港區全國政協委員
- 香港選舉委員會的中國公民，但本人不願參加的除外
- 香港特首曾蔭權

共1,234人。

## 參選資格審查權

### 審查者
「選舉會議主席團」有參選資格審查權。在2008年1月3日的全體選舉會議上，成員通過了捆綁式的「15人主席團名單」（不是逐人逐人選出），該名單有988人支持、5人反對、27人棄權（選舉會議成員1,234人，出席1,034人）。15人主席團為：丁午寿、李祖泽、李嘉诚、杨孙西、余国春、郑张永珍、徐展堂、黄英豪、梁振英、董建华（前特首）、曾荫权（現任特首）、曾宪梓、廖长城、谭耀宗、潘宗光。

### 參選人被勸退
本屆取消2002年港區人大代表選舉的「預選」制，改為由15人「選舉會議主席團」審查資格。由於第一次嘗試新制，中聯辦為免過多人參選令結果不可控，而儘量勸退「不獲中央祝福」的人不要參選，以免分薄票源。原先估計90人有意參選，提名期僅63人取參選表格，最終只有50人交表，比上一屆的78名參選人為少。這50人日後全數通過「主席團」審查。本屆有4名温和泛民主派參選，均通過審查，惟最終均沒當選。

## 結果
50名候選人競爭36席（36/50= 72%）。投票於2008年1月25日上午9時假香港會議展覽中心舉行。投票採用全票方式，每張選票必須選擇了36名候選人，才算是有效選票。這次選舉以電子點票形式進行點票。候選人須取得超過半數的投票選委的選票，並且成為得票最多的首36位候選人，才可順利當選。
在1,234名選舉會議成員中，1,169人參與這次選舉的投票過程，其中1138張為有效選票。最高票數的36人，如獲取超過總票數一半的支持度即可當選，而7個較低票數的候選人則列入補充委員之列。
當選人於第十一屆全國人民代表大會會期開始（2008年3月）起正式就任，取代以往的第十屆香港地區代表。

### 當選名單

#### 正任委員
| 排序 | 成員     | 得票  | 排序 | 成員     | 得票  |
| 1    | 范徐麗泰 | 1,118 | 19   | 溫嘉旋   | 1,028 |
| 2    | 史美倫   | 1,108 | 20   | 羅范椒芬 | 1,027 |
| 3    | 馬逢國   | 1,092 | 21   | 廖長江   | 1,022 |
| 4    | 譚惠珠   | 1,088 | 22   | 劉柔芬   | 1,003 |
| 5    | 霍震寰   | 1,087 | 23   | 袁 武    | 1,233 |
| 6    | 王如登   | 1,079 | 24   | 劉佩瓊   | 987   |
| 7    | 吳清輝   | 1,073 | 25   | 劉健儀   | 965   |
| 8    | 王英偉   | 1,069 | 26   | 黃玉山   | 959   |
| 9    | 陳智思   | 1,062 | 27   | 羅叔清   | 953   |
| 10   | 鄭耀棠   | 1,062 | 28   | 盧瑞安   | 920   |
| 11   | 楊耀忠   | 1,061 | 29   | 曹宏威   | 918   |
| 12   | 李宗德   | 1,060 | 30   | 高寶齡   | 889   |
| 13   | 費 斐    | 1,051 | 31   | 蔡素玉   | 876   |
| 14   | 梁秉中   | 1,049 | 32   | 田北辰   | 867   |
| 15   | 吳亮星   | 1,047 | 33   | 黃國健   | 867   |
| 16   | 葉國謙   | 1,037 | 34   | 何鍾泰   | 832   |
| 17   | 王敏剛   | 1,036 | 35   | 馬豪輝   | 827   |
| 18   | 林順潮   | 1,028 | 36   | 雷添良   | 821   |

排序依照選票多少而定，排首位的是獲得最多票的候選人，如此類推。

#### 補充委員
補充委員是在此次選舉未當選的候選人中，得票數不少於選票總數三分之一的候選人才擁有資格進入此席位，若正任委員因故出缺，將由補充委員中得票最高的接任，如此類推。
| 排序 | 成員   | 得票 | 排序 | 成員   | 得票 |
| 1    | 洪克協 | 818  | 3    | 朱幼麟 | 801  |
| 2    | 黃宜弘 | 815  | 4    | 梁富華 | 761  |

排序依照選票多少而定，排首位的是獲得最多票的候選人，如此類推。

#### 其餘未能當選任何職位的候選人
| 排序 | 成員   | 得票 | 排序 | 成員   | 得票 |
| 1    | 馮檢基 | 266  | 6    | 張秀儀 | 160  |
| 2    | 莊陳有 | 232  | 7    | 陳財喜 | 153  |
| 3    | 陳普芬 | 223  | 8    | 孫 龍  | 138  |
| 4    | 麥海華 | 178  | 9    | 林國雄 | 134  |
| 5    | 涂謹申 | 170  | 10   | 蕭思江 | 129  |

排序依照選票多少而定，排首位的是獲得最多票的候選人，如此類推。